# Jorge Orellana Vimos
Jorge Osvaldo Orellana Vimos (Quito; 24 de enero de 1947) es un exárbitro de fútbol ecuatoriano.

## Trayectoria
En 1974 fue oficialmente árbitro profesional y siete años después fue la Copa Libertadores 1981 su primer torneo como internacional de la FIFA.
No tuvo destacados partidos a nivel de clubes, pero en selecciones estuvo en la Copa Mundial Sub-16 de 1987, Copa Mundial Sub-17 de 1991 y fue testigo de la primera clasificación de Costa Rica a la Copa Mundial y de su tercer título del Campeonato de Naciones de la Concacaf.
El 22 de diciembre de 1996 se retiró, logrando ser hasta la fecha el único ecuatoriano en arbitrar por más de 20 años.